# Курськ (підводний човен)
69°40′0″ пн. ш. 37°35′0″ сх. д. / 69.66667° пн. ш. 37.58333° сх. д.
| «Курськ»                       | «Курськ»                                    | «Курськ»                                    |
| ------------------------------ | ------------------------------------------- | ------------------------------------------- |
| К-141 «Курск»                  |                                             |                                             |
|                                |                                             |                                             |
| Підводний човен К-141 «Курськ» |                                             |                                             |
| Під прапором                   | Росія                                       | Росія                                       |
| Спуск на воду                  | 1994                                        | 1994                                        |
| Виведений зі складу флоту      | 2000                                        | 2000                                        |
| Сучасний статус                | розібраний на метал                         | розібраний на метал                         |
| Проєкт                         |                                             |                                             |
| Тип ПЧ                         | ПЧАРК                                       | ПЧАРК                                       |
| Класифікація НАТО              | «Oscar-II»                                  | «Oscar-II»                                  |
| Основні характеристики         |                                             |                                             |
| Швидкість (надводна)           | 15 вузли                                    | 15 вузли                                    |
| Швидкість (підводна)           | 33 вузли                                    | 33 вузли                                    |
| Робоча глибина занурення       | 420 м                                       | 420 м                                       |
| Гранична глибина занурення     | 500 м                                       | 500 м                                       |
| Автономність плавання          | 120 діб                                     | 120 діб                                     |
| Екіпаж                         | 130 осіб                                    | 130 осіб                                    |
| Розміри                        |                                             |                                             |
| Довжина найбільша (по КВЛ)     | 154 м                                       | 154 м                                       |
| Ширина корпусу найб.           | 18,2 м                                      | 18,2 м                                      |
| Середня осадка (по КВЛ)        | 9,2 м                                       | 9,2 м                                       |
| Водотоннажність надводна       | 14 700 т                                    | 14 700 т                                    |
| Озброєння                      |                                             |                                             |
| Торпедно- мінне озброєння      | 2x650-мм и 4x533-мм ТА 24 торпеди           | 2x650-мм и 4x533-мм ТА 24 торпеди           |
| Ракетне озброєння              | ПКР комплекс П-700 «Гранит» 24 ракеты ЗМ-45 | ПКР комплекс П-700 «Гранит» 24 ракеты ЗМ-45 |

А́томний підво́дний раке́тний кре́йсер К-141 «Курськ» — російський атомний підводний човен проєкту 949А «Антей» (позначення НАТО — Oscar-II). Човен затонув в Баренцовому морі 12 серпня 2000 року зі 118 членами екіпажу.
«Курськ» був обладнаний крилатими ракетами П-700 «Граніт». Човен заклали в місті Сєверодвінську в 1992 році, спустили на воду в травні 1994 року, прийняли в експлуатацію 30 грудня 1994 року. З 1995 по 2000 рр. перебував у складі Північного флоту ВМФ Росії.

## Побудова та служба
«Курськ» був закладений у 1992 р. в м. Северодвінську, Архангельської області. Належав до останніх човнів класу «Оскар -ІІ», був спроєктований ще за радянських часів. Довжиною 155 м, висотою в чотири поверхи, човен належав до найбільших підводних човнів у світі. Човен складався з зовнішньої оболонки і внутрішнього сталевого корпусу. Зовнішня сталева оболонка корпусу товщиною 8,5 мм мала великий нікель-хромовий склад та добрі антикорозійні властивості. Внутрішній корпус мав стінки товщиною 50,8 мм на відстані 2 м від оболонки. Човен також мав низький магнітний відбиток, який дозволяв йому уникати стеження за допомогою систем Виявлення Магнітних Аномалій (MAD).
«Курськ» належав до Північного флоту ВМФ Росії. Спуск на воду «Курська» був початком відродження Північного флоту після років занедбання і недостатнього фінансування. У 1999 році під час бойових дій НАТО проти Югославії брав участь у стеженні за 6-м флотом США в Середземному морі.
Нещасний випадок, який призвів до загибелі судна та екіпажу, стався під час навчань 2000 року у Баренцовому морі разом з чотирма іншими підводними човнами та флагманом флоту «Петром Великим».

## Аварія
Навчання в Баренцовому морі, під час яких «Курськ» мав запустити 2 холості торпеди по атомному крейсерові «Петро Великий», почалися 12 серпня 2000 року. За офіційною версією, о 11:28 через проржавілу оболонку стався витік торпедного пального (пероксиду водню), яке вступило в реакцію з мідним та латунним покриттям торпедного апарату, що призвело до хімічного вибуху. Перший вибух зруйнував два відсіки поруч із торпедними установками. Внаслідок вибуху човен почав занурюватися і впав на морське дно, що разом з пожежею від першого вибуху призвело до значно більшого вибуху декількох торпед на борту. Вибух дорівнював потужності 3—7 тон ТНТ і спричинив струс земної поверхні силою 3,5 балів за шкалою Ріхтера. На щастя, у той момент атомні реактори вже відключилися і витоку ядерного палива чи ядерного вибуху не сталося.
Від другого вибуху в корпусі човна з'явився двометровий отвір, через який вода затопила більшість відсіків. 23 матроси, які пережили два вибухи, були в інших частинах човна і зібралися разом у 9-му відсіку під командуванням капітана-лейтенанта Дмитра Колесникова, який склав список присутніх. Деякі спеціалісти стверджували, що за нормальних умов екіпаж міг би врятуватися і випливти на поверхню в спеціальних костюмах через аварійні люки, однак невідомо, чи люки були пошкоджені, чи екіпаж відмовився від ризику, сподіваючись на швидке врятування. Через деякий час аварійне освітлення згасло. Екіпаж потерпав також від низьких температур на дні моря. Протягом декількох днів матроси використовували хімічні касети для регенерації вуглекислого газу в кисень, однак від контакту однієї з них з водою сталася пожежа, що призвело до знищення кисню в відсіку і смерті від асфіксії.

## Реакція на трагедію
Інші кораблі на навчанні не помітили зникнення «Курська» одразу і сприйняли вибух як частину навчань. Тільки під вечір з'ясувалося, що зник зв'язок з підводним човном, і лише наступного ранку два рятувальні батискафи спустилися на місце аварії. Через погану погоду батискафи не могли пришвартуватися до «Курська» протягом трьох днів. Сполучені Штати і Велика Британія пропонували допомогу у врятуванні екіпажу, однак тільки 16 серпня 2000 р. уряд Росії погодився на допомогу британських і норвезьких рятувальних суден. 20 серпня британські підводники досягли «Курська», а саме 9-го відсіку, і встановили, що він вже був затоплений і нікого не залишалося в живих.
Незважаючи на дані про зникнення «Курська», одразу після аварії прес-центр Російського ВМФ надіслав факсове повідомлення до інформаційних агентств зі ствердженням, що на човні сталися «невеликі технічні проблеми». Урядові структури також намагалися применшити розмір катастрофи та пояснювали повільність з урятуванням екіпажу погодними умовами. Критиці піддавався не тільки уряд країни, але й Володимир Путін персонально. Невдоволення викликали кадри його відпочинку на Чорному морі через добу після аварії та його легковажні коментарі стосовно трагедії на ток-шоу з Ларрі Кінґом.
Через деякий час, восени 2001 р., нідерландська компанія здійснила підняття більшої частини корпусу «Курська» і відшвартувала його до найближчої російської військової бази. Більшість тіл загиблих були знайдені в човні і поховані з почестями. Члени екіпажу були посмертно нагороджені Орденом Мужності, а капітанові Геннадію Лячіну було присвоєне звання Героя Російської Федерації.
Навколо трагедії довгий час вирувало декілька конспірологічних теорій. Зокрема, деякі джерела стверджували, що вибух на човні стався під час випробування нової торпеди або вибуху одного з акумуляторів човна. Французький режисер Жан-Мішель Карре зняв документальний фільм про трагедію Курська, де розглядав можливість зіткнення «Курська» з іншим судном, очевидно, навіть американським, яке ніби шпигувало за навчаннями російського флоту. Також стверджувалося, що можливо човен був атакований американською торпедою. Серед інших неймовірних версій було припущення, що вибух на борту човна був скоєний старою міною часів Другої світової війни або смертником з Дагестану.

## Екіпаж

меморіал у Севастополі

Частина обшивки корабля. Музей катастроф на водах. (Україна, Крим)

На підводному човні служило 18 севастопольців. У Севастополі на кладовищі Комунарів їм встановили меморіал, у центрі якого під списком і зображеннями є напис:

«Нехай цей пам'ятник буде свідченням нашої глибокої вдячності героям-підводникам, які віддали свої життя в ім'я служіння Батьківщині. Уряд Москви.»

У листопаді 2001 на міському кладовищі Севастополя були поховані: капітан-лейтенант Денис Пшеничников, фельдшер мічман Віталій Романюк, у грудні 2001 року — капітан II рангу Юрій Саблін і капітан III рангу Андрій Сілогава, у березні 2002 року — мічман Олексій Зубов. На Північній стороні — капітан-лейтенант Михайло Родіонов, у листопаді 2000 року — мічман Михайло Бочков.